# Club Deportivo Unilever Perú
O Club Deportivo Unilever Perú, que é um clube peruano da cidade de Lima dedicado ao voleibol. Atualmente disputa a Liga Nacional Superior de Voleibol que conquistou o primeiro título nacional na edição da Liga Nacional Superior de Voleibol de 2016, o terceiro lugar em 2017 e foi semifinalista em 2018, além da quinta  colocação na edição do Campeonato Sul-Americano de Clubes de 2017.

## Histórico
Na temporada de 2016 venceu na final da Liga Nacional Superior o tradicional Regatas Lima por 3-0(25-18,25-15,25-20) obtendo seu primeiro título qualificando-se para o Campeonato Sul-Americano de Clubes de 2017 em Montes Claros, no Brasil, ocasião que finalizou na quinta posição, já na Liga Nacional Superior de 2017 conquistou o terceiro lugar ao derrotar o DC Asociados de Tacna por 3-0(25-10,25-18,25-13). 

Disputou a edição da Liga Nacional Superior de 2018, e terminou na quarta posição ao ser derrotado pelo >Sparteam Voley, perdendo a primeira partida por 3-2(19-25,25-17, 19-25, 25-23 e 20-18)
, venceu a segunda a segunda por 3-1(25–19,14-25,25–20,25-16),  e perdendo a partida extra por 3-1 (25–20,25-20,20–25 e 25-17).

## Títulos e resultados conquistados
Campeonato Sul-Americano de Clubes
Liga Nacional Superior de Voleibol (LNSV)
- Campeão :2016[2]
- Terceiro posto :2017[4]
- Quarto posto :2018[8]